# 鯨脂

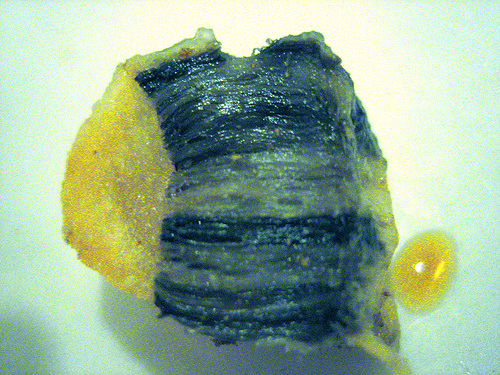
鲸魚的脂肪

鯨脂、鯨油或海獸脂（英語：Blubber），是從鯨魚、鰭足類、海牛目等海生哺乳動物的皮下產出的脂肪，有些脂肪組織內還能容納血管流通。

## 描述
鯨脂為分布在全身富含脂質與膠原蛋白纖維的皮下組織 ，透過扇狀網絡結構的肌腱和韌帶與肌肉和骨骼緊密連結在一起。部分海洋哺乳動物在一生中的某些時期脂肪的重量可達體重的 50%，鯨脂層的厚度從海豚與小型鯨類的 2英寸（5） 至大型鯨類如露脊鯨與弓頭鯨的 12英寸（30） 。然而這並不代表著大型鯨魚比起小型鯨魚擁有較好的保暖能力，這是因為鯨脂層的厚度對於熱量的散失並沒有太大的影響力。能決定鯨魚在水中保存熱量的因素決定在於鯨脂中脂質與水分的比例，脂質比例越高，保暖的能力就越強。

## 功能
鯨脂是部分哺乳動物（尤其是水生哺乳動物）儲存脂肪的主要手段，其中對於在水中進行哺乳與繁殖的種類尤其重要。在這段時期，這些動物會大量消耗身體儲存的脂肪。鯨脂除了能夠儲存能量之外，也能為部分海洋哺乳動物（如海豚）提供游泳的浮力並且維持身體的流線型。然而海獸脂所提供的浮力也會阻礙底棲攝食者覓食，也因此部分海生哺乳動物如海牛及已滅絕的海懶獸僅具有少量的海獸脂。
鯨脂和其他脂肪組織最大的不同點在於其具有高厚度，可作為有效的熱絕緣體，協助動物進行體溫調節。同時比起其他脂肪組織，鲸脂擁有更多的血管流淌在其中。
鯨脂比起毛皮（如海獺）在水中更能有保暖的效果，毛皮透過困住空氣層來達到與外界低溫隔絕的效果，然而這層空氣層隨著水壓增高（如進行潛水時）而遭到壓縮，從而逐漸失去保暖效果。然而鯨脂並不會隨著水壓增高而被壓縮，也因此讓某些鯨魚得以安然生活於温度低至 40 °F（4 °C）的海域之中。 當進行潛水時，鯨脂中的血管會減緩其中血液的流動，從而提高鯨脂熱絕緣的效果。
一項針對瓶鼻海豚鯨脂熱導率的研究 顯示其厚度與脂質含量在不同個體與生命史的不同時期會有極大的變化差異（熱導率越高代表其脂肪保暖能力越差）。其中懷孕的個體與青少年擁有最低的熱導率，而衰弱的個體則擁有最高的熱導率。

## 人類的影響

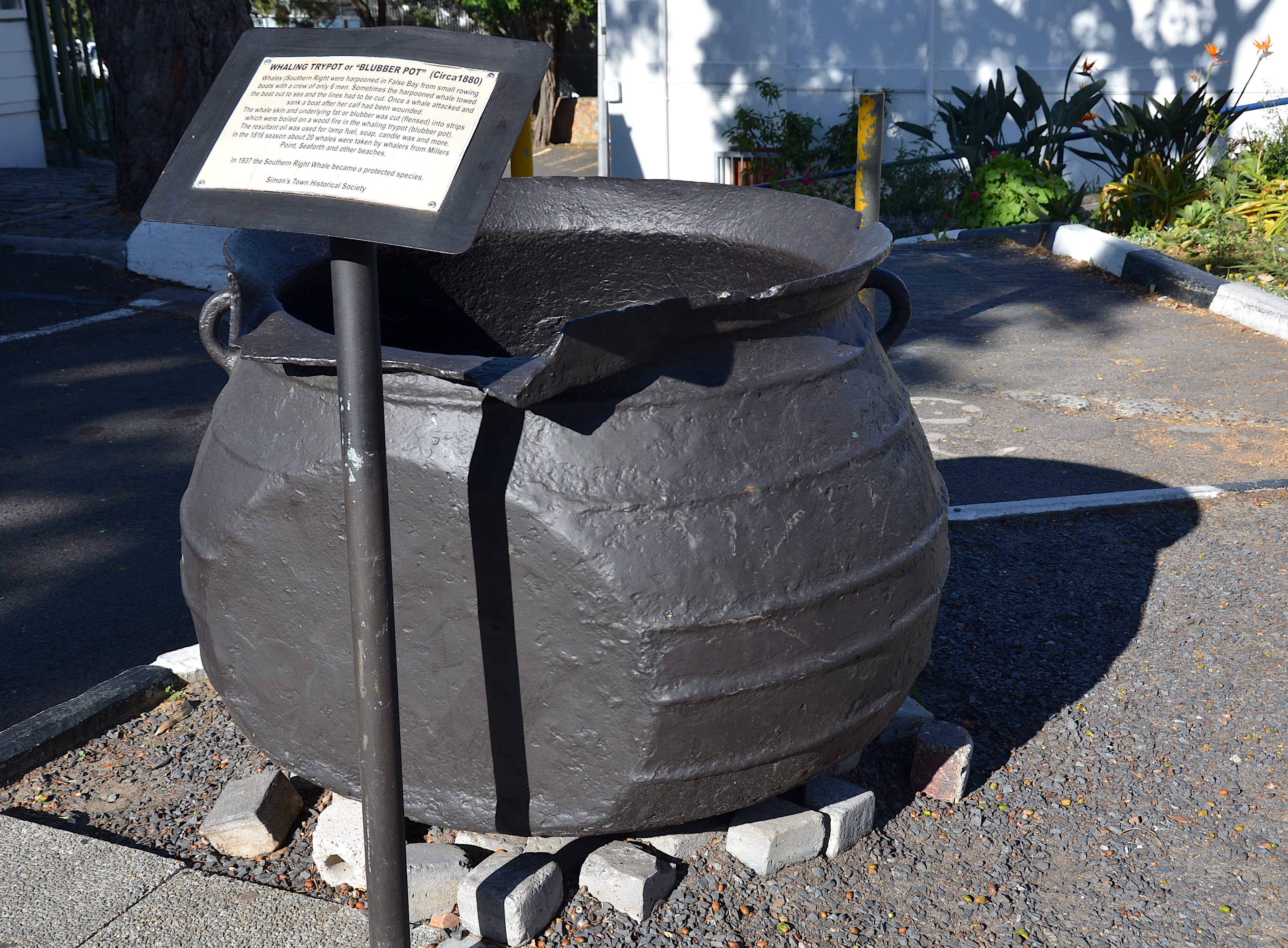
捕鲸罐（鲸脂罐）

### 使用
ᐅᖅᓱᖅ（音同“乌克苏克”，伊努克提圖特語中的鯨脂）因為其易取得性與高營養價值，而成為因紐特人與其他北方民族重要的傳統食物之一。海豹的脂肪中富含大量的维生素E、硒與其他天然抗氧化劑，可以減少細胞中所產生的自由基（過多的自由基可能會導致細胞損壞進而傷害人體），嘗起來像竹芋餅乾的鲸脂也有類似的營養價值。在格陵蘭島地區可以看到食用鯨脂所帶來的正面影響：在1970年代，居住了 3,000 位狩獵維生居民的乌马纳克，沒有人因為心血管疾病而死亡。然而這些人在移民到丹麥後和當地人一樣開始飽受心血管疾病之苦。食用鯨魚與海豹為主的70歲左右老因紐特人，其動脈彈性可比擬20歲左右的丹麥居民。
大部分的捕鯨活動目的都是為了收集鯨脂，這些鯨脂會被進一步提煉為鯨油，可以應用在肥皂、皮革與化妝品的工廠製程中。 這些鯨油同時也能做成蠟燭、或是油燈的燃料，一頭成年的藍鯨身上可取得重達50噸的鯨脂。

### 健康
鯨魚與海豹的脂肪富含 omega-3脂肪酸 與 维生素D。 如果缺乏維生素D的補充，因紐特人與其他北極區的居民會是罹患佝僂病的高危險群。證據顯示鯨脂與其他脂肪組織能提供當地居民足夠的熱量，以彌補他們對碳水化合物攝取的缺乏（其他地區大多以飯麵類等碳水化合物食物作為熱量的主要來源）。

### 毒性
鯨脂中含有多氯聯苯（PCBs）、以及會傷害人類神經、免疫與生殖系統的致癌物質。 由於齒鯨位於食物鏈的頂端，也因此大量工業汙染產物都會累積在其體內（稱為生物放大作用）；即使是位於食物鏈較下層的鬚鯨，也因為牠們極高的食量，導致許多毒素累積於體內其中。此外加拿大北部地區的海豹其脂肪含有高劑量的水銀。

## 外部連結
- .   [2018-05-19]. （原始内容存档于2020-04-24）.